# Acalolepta sericeomicans
Acalolepta sericeomicans är en skalbaggsart som först beskrevs av Leon Fairmaire 1889.  Acalolepta sericeomicans ingår i släktet Acalolepta och familjen långhorningar. Inga underarter finns listade i Catalogue of Life.